# Гигловце
Гигловце (слч. Giglovce) насељено је мјесто са административним статусом сеоске општине (слч. obec) у округу Вранов на Топлој, у Прешовском крају, Словачка Република.

## Становништво
| Година:    | 1994. | 2004.    | 2014.    | 2024.    |
| ---------- | ----- | -------- | -------- | -------- |
| Број људи: | 189   | 170      | 145      | 130      |
| Разлика:   |       | -10,05 % | -14,70 % | -10,34 % |

| Година:    | 2023. | 2024.   |
| ---------- | ----- | ------- |
| Број људи: | 134   | 130     |
| Разлика:   |       | -2,98 % |

Према подацима о броју становника из 2024. године насеље је имало 130 становника.